# Lecelles
Lecelles é uma comuna francesa na região administrativa de Altos da França, no departamento do Norte. Estende-se por uma área de 16.24 km². Em 2010 a comuna tinha 2 883 habitantes (densidade: 177,5 hab./km²).